# Hubert Stuppner
Hubert Stuppner (Truden, Zuid-Tirol, 19 januari 1944) is een Italiaans componist, muziekpedagoog en dirigent.

## Levensloop
Stuppner studeerde piano bij Nunzio Montanari en compositie bij Andreas Mascagni aan het Conservatorium "Claudio Monteverdi" in Bozen waar hij 1970 afstudeerde. Daarnaast studeerde hij musicologie aan de Universiteit van Padua in Padua, waar hij promoveerde met een dissertatie over het Liedschaffen von Johannes Brahms. 
Van 1970 tot 1981 was hij professor voor analyse en harmonie aan het Conservatorium "Claudio Monteverdi" in Bozen en van 1981 tot 1997 was hij daar directeur en leidde in deze functie het Internationale pianisten-concours “Ferruccio Busoni” aldaar. Van 1974 tot 1976 was hij wetenschappelijk medewerker van het “Istituto Musicale Canneti” in Vicenza, Italië.
Van 1991 tot 2002 was hij dirigent van het Haydn-orkest in Bozen. 
In 1970 won hij een prijs tijdens de Internationale Gaudeamus Muziekweek in Bilthoven. Van 1970 tot 1974 was hij verbonden aan de Darmstädter Ferienkurse für Neue Musik, waar hij onder andere bij Karlheinz Stockhausen, Mauricio Kagel, György Ligeti en Iannis Xenakis studeerde. In 1974 won hij de eerste prijs bij het Internationale compositie concours voor het Schnitger-orgel in de Grote of Sint-Michaëlskerk in Zwolle. In 1979 won hij met zijn kameropera Totentanz het compositieconcours van de Filarmonica Umbra in Terni, regio Umbrië. In 1985 werd hij bekroond met een derde prijs bij het 12e Concours International de Musique d’Opera et de Ballet in Genève. Verder werd hij in 1992 onderscheiden met de internationale kunstenaarsprijs “Le Muse” in Florence en in 1994 met de Würdigungspreis für Musik 1994 van het Oostenrijkse Ministerie voor Opleiding en Kunst. 
Stuppner is oprichter en sinds 1975 artistiek leider van het International Festival van hedendaagse muziek in  Bozen. 

## Composities

### Werken voor orkest
- 1982/1986 Kammerkonzert "Souvenir", voor 19 instrumenten
- 1983 Capriccio viennese Nr. 2, voor orkest
- 1983-1984 Capriccio viennese Nr. 1, voor viool en orkest
- 1983-1984 Concert Nr. 1, voor piano en orkest
- 1984 Valse-Caprice, vijf wals-geesten met parfum voor orkest
- 1984-1985 Symphonie Nr. 1, voor groot orkest
- 1986 Kammersymphonie Nr. 1, voor kamerorkest
- 1986 Concert Nr. 2, voor piano en orkest
- 1989 Extasis & Nirwana, Koning Lodewijk II van Beieren Tristan-fantasie met dood en nirwana in de aanblik van de Starnberger See op 13 juni 1886 - Transcriptie voor groot strijkorkest in twee groepen
- 1990 Concert Musique KV 1991 "Amadeus", voor dwarsfluit, klarinet en strijkorkest
- 1990 Serenade KV "Amadeus", voor strijkorkest
- 1991 Capriccio viennese Nr. 3, voor kamerorkest
- 1994 Salomes Tanz, vier bewegingen voor orkest
- 1995-1996 Passacaglia über einen andalusischen Bolero, voor groot orkest
- 1998 Kammersymphonie Nr. 2, voor strijkorkest
- 1999 Klezmer-Tänze, voor orkest 
  1. "In a fremde Schtot ..."
  2. "Sint gekummen die Klezmer"
  3. "A Jidl mit'n Fidl"
  4. "Spielt der Mamen a Lidl"
  5. "Fir a bisele Glik"
- 2006 Der treue Troubadour, midden-eeuwse dansen in de stijl van de troubadour voor strijkorkest naar een gedicht van Berengarius Ivo, pseudoniem van Dr. Josef Streiter (1804-1873), burgemeester van de stad Bozen van 1861-1870

### Werken voor harmonieorkest
- 1989 Wagner-Moment

### Oratoria en gewijde muziek
- 1985 Salome, Sept litanies de séduction voor sopraan en piano - tekst: Stéphane Mallarmé, Édouard Corbière
- 1987 Passion, de passion naar Salomon en Jeremia ter nagedachtenis aan de offers van de genocide - voor sopraan, tenor, bas, gemengd koor en groot orkest - tekst: uit het Oude Testament
- 1992 Hiob (Job), scenisch oratorium voor bariton, gemengd koor en klein orkest - tekst: Hiob (Job)
- 2005 Stabat Mater, voor sopraan, mezzosopraan, alt, 2 tenoren en bariton

### Toneelmuziek

#### Opera's
- 1978 Totentanz, kameropera

#### Balletten
- 1984 Pierrot und Pierrette, ballet naar Arthur Schnitzlers pantomime "Der Schleier der Pierrette" voor piano, viool en orkest

#### Revue
- 1983-1984 Variété Liberty, voor piano, viool, cello en contrabas - tekst: de componist, Charles Baudelaire
- 1986 Café Eros - libretto: Charles Baudelaire, Federico García Lorca, Lou Salomé en de componist

#### Schouwspel
- 2001 Kabarett "Kafka" - Der letzte Tango des Josef K., begeleidingsmuziek voor een scène bij de rechtbank voor viool, cello en accordeon

### Werken voor koren
- 2005 Owe, war sint verswunden alliu miniu jar!, zes liederen van Walther von der Vogelweide voor gemengd koor (sopraan, mezzosopraan, tenor, bariton), 2 trompetten, 2 hoorns, trombone, harp, celesta, 3 slagwerkers en pauken
  1. Mailied "Muget ir schouwen, was dem meien"
  2. Winterklage "Uns hat der winter geschadet über al"
  3. Traumglück "Do der sumer komen was"
  4. Frühlingslied "Der rife tet den kleinen vogellin we"
  5. Elegie "Owe, war sint verswunden alliu miniu jar!"
  6. Alterslied "Ein meister las"

### Vocale muziek
- 1983 Drei Tänze aus "Varieté Liberty", voor sopraan, viool, cello en contrabas
  1. Habanera
  2. Tango
  3. Tango-Bolero
- 1984 Coplas d'amor, een Spaans liederenbook voor sopraan (of: tenor) en piano - tekst: Federico García Lorca
- 1988 Zwei Folksongs über rumänische Texte, voor sopraan en klein orkest
  1. O moi babu, Sultan Sulejmane
  2. Popa dice cami bea...
- 1989 Salome-Gesänge, voor sopraan en piano - tekst: van de componist, vrij naar Guillaume Apollinaire en Stéphane Mallarmé
- 1991 Jalel, Jalel, Jaleli, 3 Hebreeuwse Folk Songs voor sopraan, viool ad lib. en ensemble
- 1994 Folk Songs, voor sopraan en orkest
- 1997 Der Prediger Salomo Blues, voor vocaal-sextet en instrumentaalensemble - tekst: uit het Oude Testament

### Kamermuziek
- 1983 Tanzsuite Nr. 1, suite uit "Variété Liberty" voor piano, viool, cello (en contrabas ad lib.)
- 1984 Tanzsuite Nr. 2, een imaginaire pantomime in het cabaret "Toulouse-Lautrec" 1909 voor blazersoktet
- 1984 Strijkkwartet Nr. 1
- 1985-1987 Strijkkwartet Nr. 2
- 1988 Tanzsuite Nr. 4, voor blazerskwintet
- 1989 Bergkristall, vijf kinderen-scènes voor viool en piano naar Adalbert Stifter
- 1990-1995 Strijkkwartet Nr. 3
- 1998 Strijkkwartet Nr. 4 "Een Mahler-Soiree op de Titanic op 14 april 1912"
  1. Dunkler Marsch
  2. Helle Tanzweise
  3. Kindertotenlied mit Tango
  4. Flamenco macabre
- 1999 Klezmer, voor kamer-ensemble (hobo, klarinet, fagot, hoorn, viool, altviool, cello en piano)
  1. "In a fremde Schtot ..."
  2. "Sint gekummen die Klezmer"
  3. "A Jidl mit'n Fidl"
  4. "Spielt der Mamen a Lidl"
  5. "Fir a bisele Glik"
- 2001-2002 Des braven Soldaten Schweijk lustige Tänze, voor blazersoktet
- 2001-2002 Schweijk, voor blazerskwintet
- 2005 Les Troubadours, voor dwarsfluit, klarinet, klavecimbel, viool, altviool en cello
- 2005-2006 Mahlers Erde, Paraphrase over "Das Lied von der Erde" van Gustav Mahler voor dubbel-strijkkwartet

### Werken voor piano
- 1981 Loreley, lyrisch gedicht voor piano
- 1981 ...ces vieux parfums de valse..., zeven wals-bladen met parfum
- 1996 Les bijoux de Salomé, zes karakteristieke etudes

## Publicaties
- Hubert Stuppner: Begleittext zu Gesang zur Nacht, Programmheft der Donaueschinger Musiktage, 1978
- Hubert Stuppner: Selbstportrait, im Auftrag des Senders Freies Berlin
- Hubert Stuppner: Die ironische Syntax - Erläuterungen meiner Kompositionsweise
- Hubert Stuppner: Mephisto-Walzer oder Der Tanz der Klaviere, ConBrio Verlag 1995, 192 p., ISBN 3 93007970 4
- Hubert Stuppner: Endzeit-Sonate. Frankenstein oder Die Minnesänger des Untergangs,  ConBrio Verlag 1999, 236 p., ISBN 3 93007979 8